# Hertz (Familienname)
Hertz ist ein ursprünglich deutscher Familienname.

## Varianten
- Herz (Familienname)

## Namensträger

### A
- Adolf Hertz (1822–1887), deutscher Violinist
- Adolph Jacob Hertz (1800–1866), deutscher Kaufmann und Reeder
- Adolph Ferdinand Hertz (1831–1902), deutscher Kaufmann und Politiker
- Aleksander Hertz (Regisseur) (1879–1928), polnischer Filmregisseur
- Aleksander Hertz (Soziologe) (1895–1983), polnischer Soziologe
- Alexander Hertz (* 1948), deutscher Fußballspieler
- Alfred Hertz (1872–1942), deutschamerikanischer Dirigent
- Amelia Hertz (1878/1879–1942), polnische Ägyptologin und Dramaturgin
- Andreas Hertz (* 1979), deutscher Herpetologe
- Anne Hertz, Sammelpseudonym der deutschen Schriftstellerinnen Wiebke Lorenz und Frauke Scheunemann
- Anne Zribi-Hertz (* 1947), US-amerikanische Linguistin und Hochschullehrerin
- Anschel Hertz (1730–1811), deutscher Obervorsteher einer Judenschaft
- Anselm Hertz (1924–2013), deutscher Ordensgeistlicher und Theologe

### C
- Carl Helmut Hertz (1920–1990), deutscher Physiker
- Carl Reiner Hertz (1817–1897), deutscher Psychiater

### D
- Daniel Hertz (1809–1889), deutscher Anwalt, Journalist und Politiker, MdHB
- Deborah Hertz (* 1949), US-amerikanische Historikerin
- Dieter Hertz-Eichenrode (* 1932), deutscher Historiker und Hochschullehrer

### E
- Emil W. Hertz (1877–1943), deutscher Maler und Porträtist, siehe Emil W. Herz
- Emil Westmann Hertz (1978–2016), auch: Emil Westman, dänischer Maler, Zeichner, Grafiker und Mixed-Media-Künstler

### F
- Frederick Hertz (Pseudonym Germanus Liber; 1878–1964), österreichisch-britischer Soziologe, Nationalökonom und Kulturhistoriker
- Fritz Hertz (1892–1985), deutscher Arzt

### G
- Georg Hertz (1855–1914), deutscher Verleger
- Günther Hertz (1914–2015), deutscher Unternehmer
- Gustav Hertz (1887–1975), deutscher Physiker
- Gustav Ferdinand Hertz (1827–1914), deutscher Jurist und Politiker

### H
- Hanna Hertz (1886–1973), deutsche Autorin und Übersetzerin
- Hans Hertz (Physiker) (* 1955), schwedischer Physiker und Hochschullehrer
- Hans Adolf Hertz (1848–1895), deutscher Buchhändler und Verleger
- Hans W. Hertz (1903–1993), deutscher Jurist, Genealoge und Denkmalschützer
- Hartwig S. Hertz (1809–1877), deutscher Wirtschaftshistoriker, Redakteur und Politiker, MdHB
- Heinrich Hertz (1857–1894), deutscher Physiker
- Heinrich David Hertz (1797–1863), deutscher Kaufmann und Politiker, MdHB
- Helle Hertz (* 1943), dänische Schauspielerin
- Henriette Hertz (1846–1913), deutsche Kunstmäzenin
- Henrik Hertz (1798–1870), dänischer Schriftsteller
- Hermann Gerhard Hertz (1922–1999), deutscher Physiker

### J
- Jakob Hertz (1850–1925), Schweizer Arzt und Politiker
- Jan Hertz (* 1949), dänischer Schauspieler und Regisseur
- John Daniel Hertz (1879–1961), US-amerikanischer Geschäftsmann, Pferdezüchter und Philanthrop
- Johannes Hertz (1924–2010), deutscher Physiker und Hochschullehrer
- Joseph Hertz (1872–1946), britischer Oberrabbiner

### K
- Karin Hertz (1921–2017), deutsche Bildhauerin
- Karl Hertz (1917–1994), US-amerikanischer Soziologe und Theologe

### L
- Lone Hertz (* 1939), dänische Schauspielerin und Theaterdirektorin

### M
- Maria Dorothea Hertz (1918–1995), deutsche Medizinerin
- Marianne Hertz (1882–1942), deutsche römisch-katholische Märtyrerin jüdischer Herkunft
- Martin Hertz (1818–1895), deutscher Klassischer Philologe
- Mathilde Hertz (1891–1975), deutsche Biologin
- Michael Hertz (1912–1987), deutscher Kunsthändler und Galerist
- Moritz Philipp Hertz (1871–1940), deutscher Rechtsanwalt und Politiker

### N
- Noreena Hertz (* 1967), britische Ökonomin, Hochschullehrerin und Autorin

### O
- Otto Hertz (1820–1898), deutscher Rechtswissenschaftler und Ministerialbeamter

### P
- Paul Hertz (Unternehmer) (1837–1897), deutscher Unternehmer
- Paul Hertz (Physiker) (1881–1940), deutscher Physiker
- Paul Hertz (Politiker) (1888–1961), deutscher Politiker (USPD, SPD), MdR
- Paul E. Hertz (Paul Eric Hertz; * 1951), US-amerikanischer Zoologe
- Peter Hertz (1874–1939), dänischer Kunsthistoriker

### R
- Richard Hertz (1898–1961), deutscher Diplomat
- Robert Hertz (1881–1915), französischer Anthropologe
- Roy Hertz (1909–2002), US-amerikanischer Endokrinologe und Onkologe
- Rudolf Hertz (1897–1965), deutscher Philologe und Politiker

### S
- Salomon von Hertz (1743–1825), deutscher Bankier
- Saul Hertz (1905–1950), US-amerikanischer Mediziner
- Semmi Hertz (1805–1862), deutscher Karikaturist und Lithograf
- Stephan Hertz (* 1967), deutscher Unternehmer

### T
- Teodor Hertz (1822–1884), polnischer Komponist
- Theodor Hertz (Maler) (1852–1935), deutscher Maler
- Theodor Hertz-Garten, Pseudonym von Katharine de Mattos (1851–1939), schottische Dichterin und Journalistin
- Thomas Hertz (* 1962), US-amerikanischer Wirtschaftswissenschaftler und Hochschullehrer

### W
- Walter Hertz (1930–1980), deutsch-US-amerikanischer Unternehmer
- Wilfried Hertz-Eichenrode (* 1921), deutscher Journalist
- Wilhelm Hertz (Dichter) (1835–1902), deutscher Dichter, Epiker und Germanist
- Wilhelm Hertz (Jurist, 1873) (Wilhelm Gossler Hertz; 1873–1939), deutscher Jurist und Sozialpädagoge
- Wilhelm Hertz (Jurist, 1874) (1874–1951), deutscher Jurist, Richter und Goethe-Forscher
- Wilhelm Gustav Hertz (1887–1965), deutscher Schriftsteller, Wirtschaftswissenschaftler und Jurist
- Wilhelm Ludwig Hertz (1822–1901), deutscher Buchhändler und Verleger